# Phanomorpha
Phanomorpha là một chi bướm đêm thuộc họ Crambidae.